# دانييل ويليامز
دانييل ويليامز (بالإنجليزية: Danny Williams)‏ (مواليد 8 مارس 1989 في كارلسروه - ألمانيا) لاعب كرة قدم ألماني يلعب حاليا لصالح نادي الدرجة الأولى فرايبورغ الألماني منذ 2004 في مركز الوسط المدافع كما يجيد اللعب في مركز قلب الدفاع .

## مسيرته الكروية
لعب دانييل ويليامز خلال مسيرته الاحترافية مع 6 أندية في أربعة عشر موسمًا وسجل خلالها 18 هدفًا ضمن 284 مباراة. ولم يفز بأي موسم بالكأس أو بالدوري.
خاض دانييل ويليامز مسيرته مع SC Freiburg II ‏ في موسم 2008–09 ولمدة موسمين، مشاركًا في 54 مباراة سجل خلالها 4 أهداف. ثم انتقل إلى نادي فرايبورغ في موسم 2009–10 واستمر معه طيلة ثلاثة مواسم، حيث شارك في 14 مباراة ولم يسجل أي هدف. لينتقل بعدها إلى نادي هوفنهايم في موسم 2011–12 ولمدة موسمين، مشاركًا في 45 مباراة سجل خلالها هدفًا واحدًا. ثم انتقل إلى نادي ريدنغ في موسم 2013–14 ليلعب معه أربعة مواسم، مشاركًا في 135 مباراة سجل خلالها 13 هدفًا. هذا وانتقل لاحقًا إلى نادي هدرسفيلد تاون في موسم 2017–18 ولمدة موسمين، مشاركًا في 25 مباراة ولم يسجل أي هدف. ثم انتقل بعدها إلى نادي بافوس في موسم 2019–20 لمدة موسم واحد، مشاركًا في 11 مباراة ولم يسجل أي هدف أيضًا.

## روابط خارجية
- دانييل ويليامز على موقع قاعدة بيانات كرة القدم.إي يو (الإنجليزية)
- دانييل ويليامز على موقع بيانات كرة القدم. دي إي (الألمانية)
- دانييل ويليامز على موقع ناشيونال فوتبول تيمز (الإنجليزية)
- دانييل ويليامز على موقع Soccerbase.com (لاعب) (الإنجليزية)
- دانييل ويليامز على موقع Soccerway.com (الإنجليزية)
- دانييل ويليامز على موقع عالم كرة القدم.نت (الإنجليزية)
- دانييل ويليامز على موقع AS.com (الإسبانية)